# Plutonier adjutant

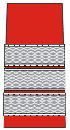
Însemnul de plutonier adjutant în Armata Română.

Plutonier adjutant este un grad militar de subofițer superior plutonierului major și inferior plutonierului adjutant șef.
Ca însemn al epoleților, în Armata Română, este reprezentat prin trei galoane de 16 mm.